# 왕가리 마타이
왕가리 무타 마타이(Wangari Muta Maathai, 1940년 4월 1일~2011년 9월 25일)는 케냐의 환경 운동가, 정치인, 대학 교수, 정치 운동가이다. 그녀는 지속 가능한 발전과 민주주의, 평화에 기여한 공로를 인정받아 아프리카 여성으로는 처음으로 2004년 노벨 평화상을 수상하였다. 2011년 폐암으로 사망하였다. 향년 71세.

## 어린 시절과 교육

### 중학교와 고등학교
마타이는 1940년 4월 1일 케냐 중부 고원에 위치한 니에리의 리테 마을에서 태어났다. 당시 케냐는 영국의 식민지였으며 그녀의 가족은 그 곳에서 여러 세대를 거쳐서 살았다. 그녀는 케냐에서 가장 많은 인구를 차지하는 민족인 키쿠유 족의 딸로 태어났다. 용가리 마트하리 가톨릭 선교회가 운영하는 세인트 세실리아의 중학교로 입학했으며 이 곳에서 4년을 공부하였다. 이 기간 동안 왕가리 마타이는 영어를 유창하게 구사할 수 있었으며 로마 가톨릭신앙을 갖게 되면서 기독교식 이름인 메어리 조세핀으로 불렸다. 이 곳에서 공부를 하는 동안 마타이는 계속된 마우마우 폭동에서 피할 수 있었으나, 그녀의 어머니는 리테 수용소에 강제로 이주하게 되었다. 1956년에 중학교를 졸업한 그녀는 케냐 리무루에 있던 유일한 여학교이자 가톨릭 여자 고등학교인 로레토 여자 고등학교에 입학 허가를 받았으며 1959년에 고등학교를 졸업하고 우간다 캄팔라에 있는 동아프리카 대학교에 진학을 계획하고 있었다.

### 대학교
그러나 영국의 식민지 지배가 끝이 다가오자 톰 엠보야를 비롯한 케냐의 정치인은 유망한 학생들에게 서구식 교육을 시켜야 한다고 주장했는데, 당시 미국의 상원 의원이었던 존 F. 케네디도 이러한 정책을 지지했고 마타이는 약 300명의 장학생 중 가운데 한 사람으로 선택되어 1960년 9월 미국에서 대학 공부를 할 수 있는 기회를 얻게 된다.

### 학문을 가르치다
그 후 마타이는 미국과 독일에서 생물학을 전공했으며 1964년 마운트 세인트 스콜라스티카 대학에서 학사 학위를, 나이로비에 있는 나이로비 대학으로 돌아가기 전 피츠버그 대학교에서 동아프리카 여성으로는 처음으로 박사 학위(수의학)를 취득했다. 그녀는 1971년에 나이로비 대학의 해부학 교수로 임명되었으며 후에 학장으로 임명된다. 그녀는 2002년 예일 대학교의 지속 가능한 삼림을 위한 국제 학회에 객원 교수(Visiting Fellow) 초청 자격을 받아들였다.

## 시위와 정치적 삶
마타이는 1977년 사막화 방지를 위해 전국에 걸쳐 1,200만 그루의 나무를 심는 그린 벨트 운동을 전개하였다. 이 때문에 그녀는 애정어린 "나무 여성"이라는 별명을 갖고 있으며 그 후부터 환경, 여성과 관련된 쟁점에 대해 더욱 활동적이다. 그녀가 평생 심은 나무는 약 4500만 그루에 달하는데, 그녀가 죽은 이후에도 많은 사람들이 나무 심기 운동을 지속하며 그녀의 뜻을 이어가고 있다.
마타이는 케냐 국립 여성 협회(Maendeleo Ya Wanawake) 의장을 지내기도 했으며 1980년대에는 남편이 그녀가 너무 과단적이고 통제할 수 없다고 판단하여 이혼했고 법원은 남편의 이혼 소송을 받아들였다.
그녀는 1997년에 대통령 후보로 출마했지만 정당은 그녀의 입후보를 철회하였다. 그녀는 다니엘 아랍 모이 정권 때 여러 차례의 수감 생활을 보냈으며 공정한 선거의 요구와 부패 종식, 인종 정치 청산을 요구하였다. 그녀는 모이 대통령과 사업 제휴를 맺은 회사들이 60층 규모의 케냐 타임스 미디어 트러스트 사업 복합 단지 건설을 중단할 것을 요구했고 마침내 나이로비의 우후루 공원을 지켜내는 데에 성공한다. 마타이는 음와이 키바키가 대통령으로 당선된 2002년 총선에서 의원 후보로 출마, 당선되었으며 2003년부터 2011년까지 환경부, 천연 자원부, 야생 동물부 차관으로 근무했다. 그녀는 2003년에 케냐 마진기라 녹색당을 창당했다.

## 노벨 평화상

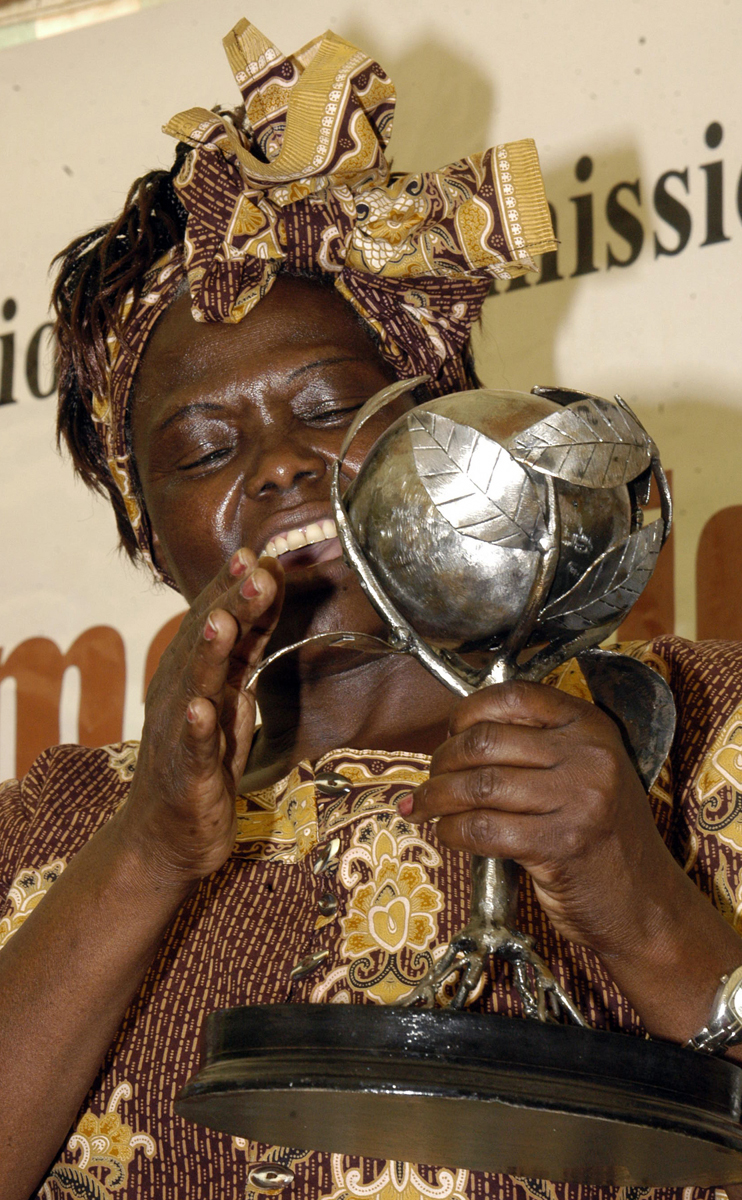
케냐 국가 인권 위원회에서 수여받은 트로피를 만져보는 왕가리 마타이

2004년 노르웨이 노벨 위원회는 마타이를 노벨 평화상 수상자로 선정했다. 노벨 위원회는 그녀를 노벨 평화상 수상자로 선정한 이유를 밝혔는데, 그 이유는 마타이가 케냐에서 과거 압제적인 정권에 대항하여 용감하게 일어섰고 그녀의 독특한 행동이 국가적, 국제적으로 정치적 압박이 주의를 끄는데 기여했으며 민주주의와 권리, 특히 케냐환경을 위해 많은 투쟁을 한 공헌이 인정되었기 때문에 수상자로 선정되었다고 밝혔다.

### 에이즈 음모론
마타이는 노벨상 성명 발표 기자 회견에서 큰 논란을 일으켰다. 마타이는 HIV 바이러스가 생명 공학의 산물이자 "흑인 말살"을 위한 생물학 무기이며 불특정한 서방 과학자들때문에 아프리카로 유출되었다는 주장에 동의한다고 밝혔다. 그러나 극소수만 마타이의 주장을 지지했고, 일반적으로 에이즈 음모론으로 간주되었다. 마타이는 최근에 자신의 견해를 밝혔다.
| “ | 나는 에이즈의 기원에 대해 아무 것도 모르지만, 언젠가는 우리모두가 그 병의 기원에 대해 알기 바란다. 에이즈는 우리 모두의 관심사이기 때문이다. | ” |

## 수상 경력
- 1984년: Right Livelihood Award (a.k.a. "Alternative Nobel Prize")
- 1991년: 골드만 환경상
- 1991년: 아프리카 상
- 1993년: Edingburg Medal (for "Outstanding contribution to Humanity through Science")
- 2004년: Petra Kelly Prize
- 2004년: Sophie Prize.
- 2004년: 노벨 평화상

## 역대 선거 결과
| 선거명      | 직책명        | 대수 | 정당   | 득표율 | 득표수  | 결과 | 당락 |
| ----------- | ------------- | ---- | ------ | ------ | ------- | ---- | ---- |
| 1997년 선거 | 케냐의 대통령 | 2대  | 노동당 | 0.07%  | 4,246표 | 13위 | 낙선 |

## 같이 보기
- 노벨상
- 노벨상 수상자

### 논쟁 링크
- (영어) The Australian
- (영어) Times of India
- (영어) Time Magazine 보관됨 2005-05-13 - 웨이백 머신